# Ekspresjonizm abstrakcyjny

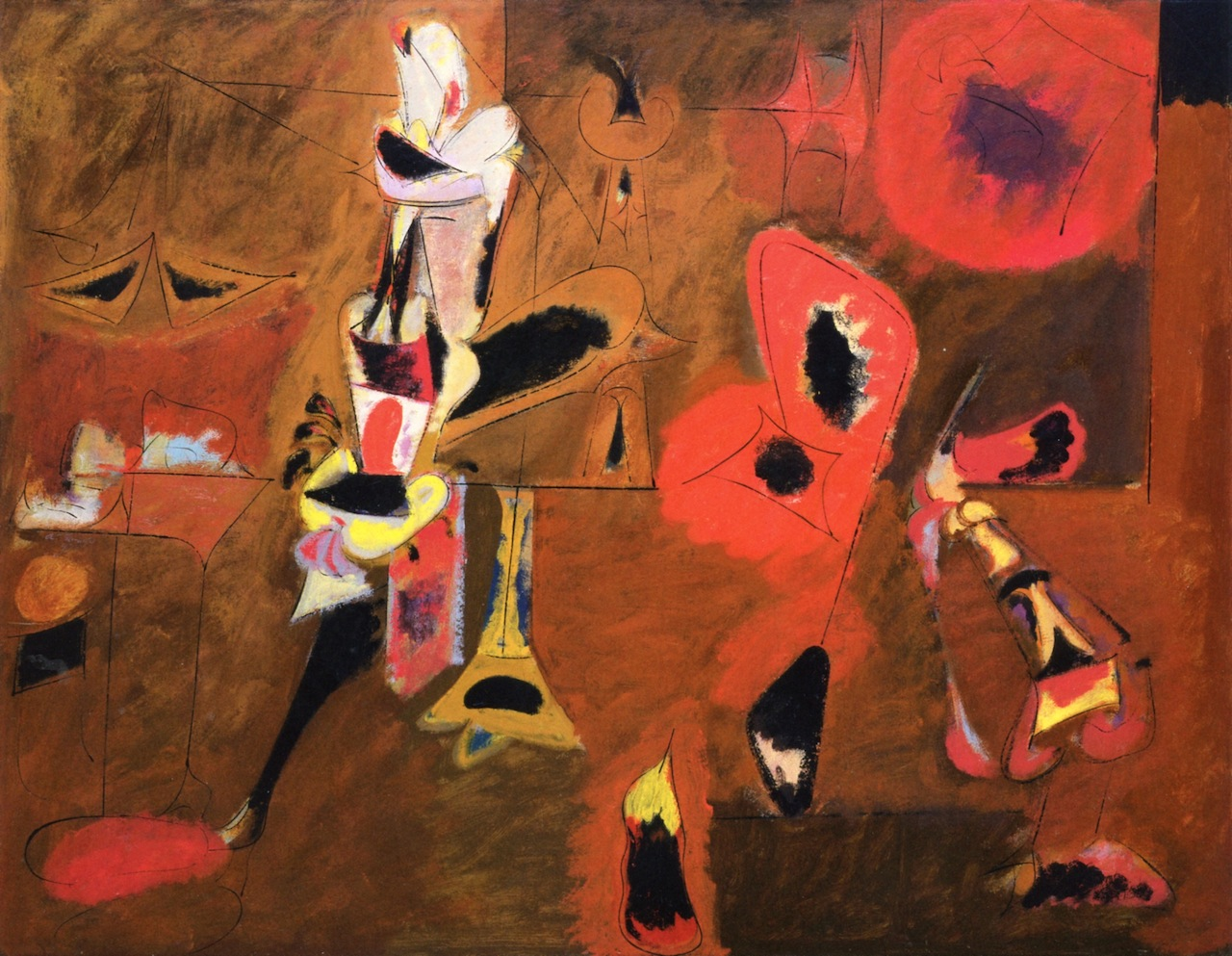
Agonia (1947), Arshile Gorky

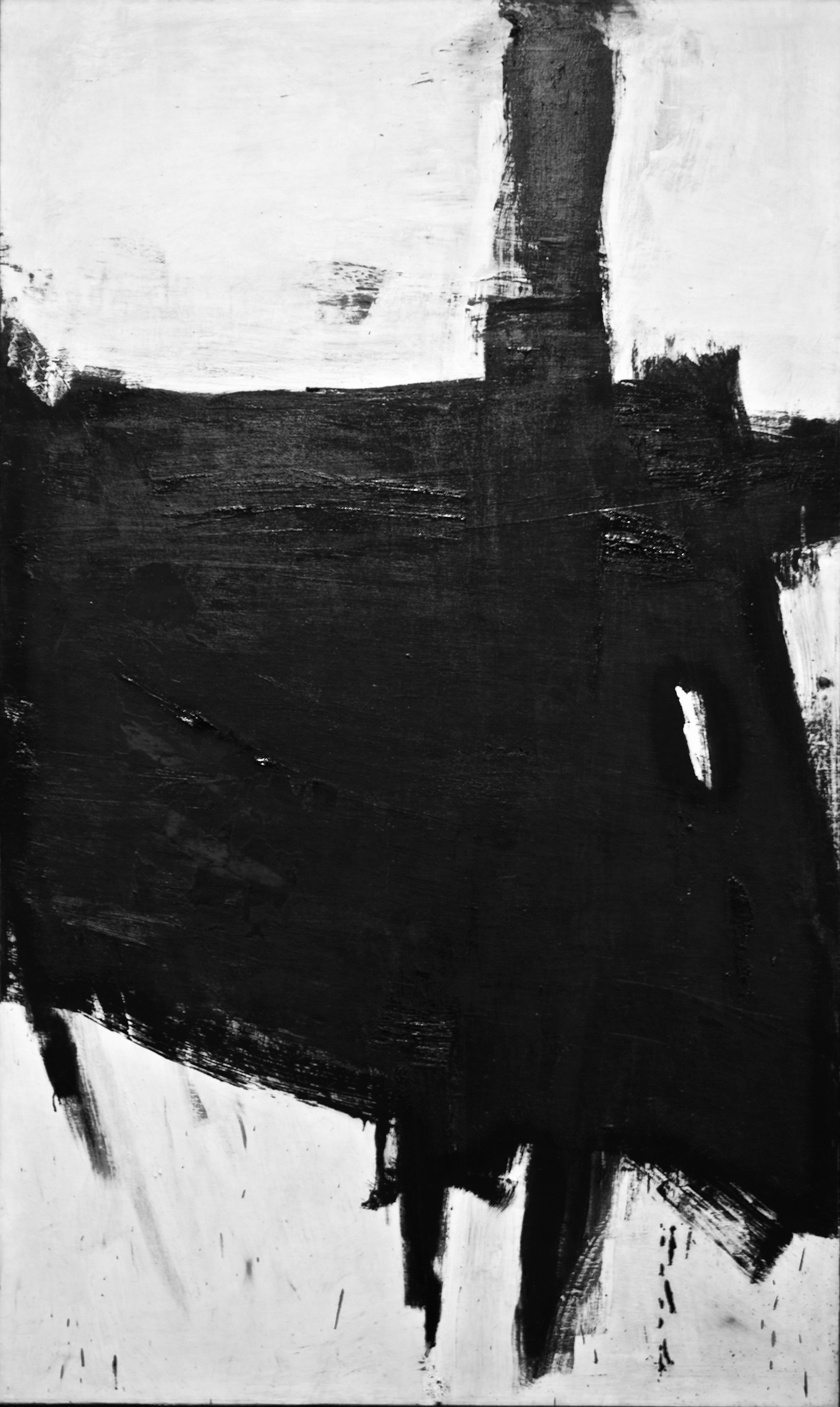
Sabra (1966), Franz Kline

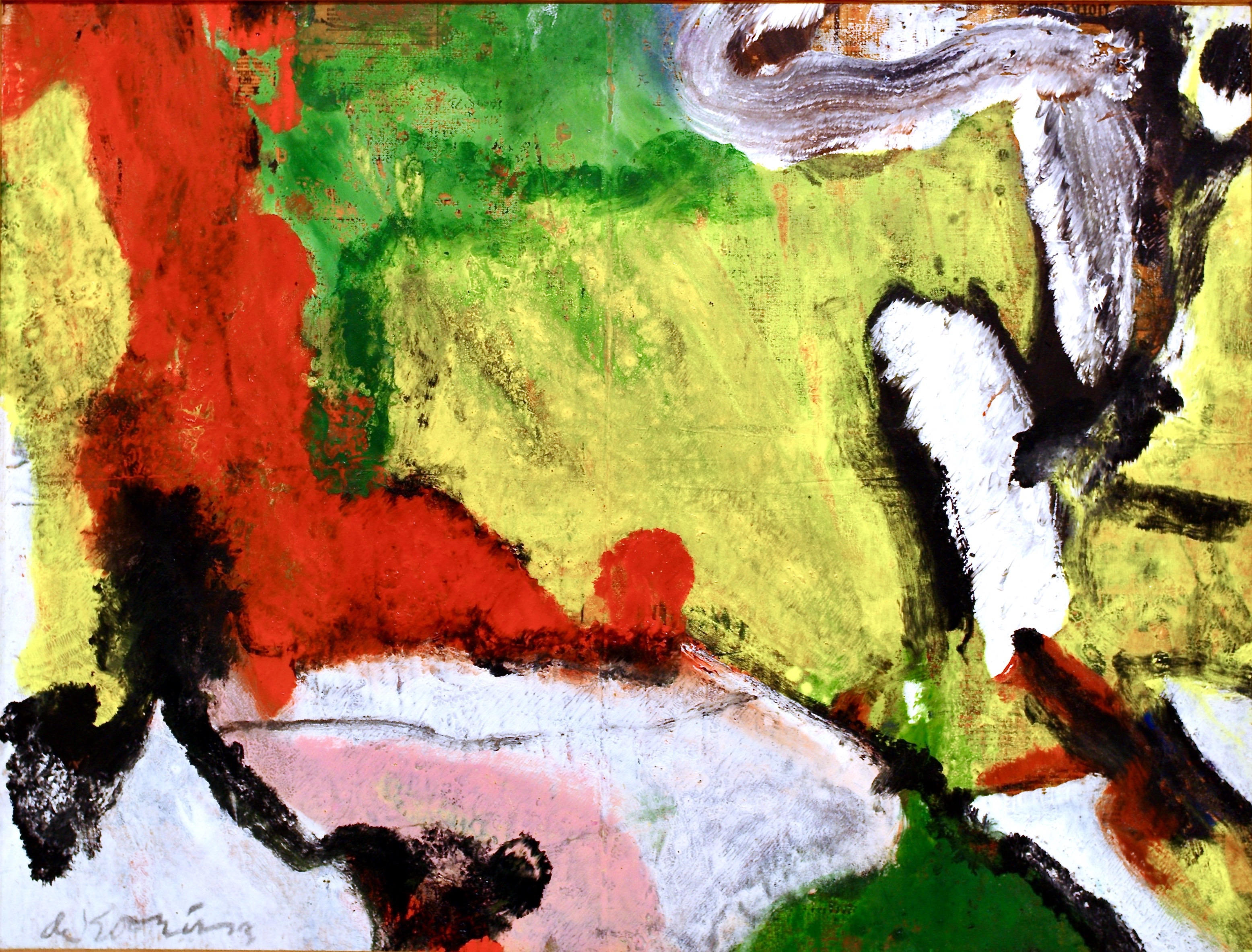
Bez tytułu (c. 1976), Willem de Kooning

Ekspresjonizm abstrakcyjny (szkoła nowojorska) – ruch artystyczny kształtujący się w malarstwie amerykańskim w latach 40. XX wieku pod wpływem nowoczesnego malarstwa europejskiego. Uznawany za pierwszy czysto amerykański ruch o światowym znaczeniu, stawiający Nowy Jork w centrum świata sztuki. Termin został użyty w 1946 roku przez krytyka, Roberta Coatesa w The New Yorker.
Do czasu II wojny światowej malarstwo amerykańskie nie stanowiło jednolitego nurtu. Ton sztuce nadali dopiero przybyli do Ameryki w pierwszych latach wojny malarze, rzeźbiarze, poeci i muzycy, którzy opuścili Europę, aby uniknąć niemieckiej okupacji.
Wśród nich byli: Max Ernst, André Breton, Fernand Léger, Piet Mondrian, Marc Chagall, André Masson, Marcel Duchamp.
W sensie technicznym ekspresjonizm abstrakcyjny wywodzi się z surrealizmu, z naciskiem kładzionym na spontaniczny, automatyczny czy wręcz podświadomy akt twórczy. Kapanie farbą na rozłożone na podłodze płótno (Jackson Pollock) jest tu charakterystyczną techniką, inspirowaną twórczością surrealisty niemieckiego, Maxa Ernsta.
Ruch łączył w sobie głębię emocjonalną i pragnienie samowyrażenia się niemieckich
ekspresjonistów z antyfiguratywną estetyką europejskich szkół abstrakcyjnych, takich jak futuryzm, bauhaus czy kubizm. Był postrzegany jako nurt buntowniczy, anarchistyczny, wysoce idiosynkratyczny i, według niektórych, wręcz nihilistyczny.
Termin stosuje się do określenia różnorodnych w praktyce stylów wielu artystów działających w Nowym Jorku.
W ramach Szkoły nowojorskiej rozwinęły się dwa nurty:
- action painting (action-art) (malarstwo akcji, gestu)

Oparty na przypadkowości i spontanicznym działaniu, za pierwszoplanowy uważa akt twórczy. Odwołuje się do podświadomości artysty, odruchowego działania jako jedynie autentycznego sposobu tworzenia.
Głównymi przedstawicielami action-art byli: Jackson Pollock i Willem de Kooning.
- color field painting (malarstwo barwnych płaszczyzn)

W color field painting najistotniejszym elementem jest kolor. Uwaga twórcy skupia się na przekazaniu barwy, rozciągniętej na dużej powierzchni malarskiej, jako nośnika emocji. Proces twórczy podlega ścisłej kontroli.
Color field painting reprezentowali: Helen Frankenthaler, Mark Rothko, Clyfford Still i Barnett Newman.
Mimo wspomnianej niejednorodności wewnątrz ruchu, jego reprezentantów cechowały pewne podobieństwa. Było to zamiłowanie do dużych płócien, nacisk na płaskość, podejście „całościowe” – traktujące wszystkie fragmenty płótna z równą uwagą, bez skupiania się na części centralnej z pominięciem krawędzi.
Ekspresjonizm abstrakcyjny, jako pierwszy oryginalnie amerykański nurt w sztuce, ukazał światu żywotność i kreatywność Ameryki lat po II wojnie światowej. Zwrócił też uwagę na jej potrzebę i umiejętność rozwoju w sensie estetycznym, niezależnie od europejskich standardów. Powszechną akceptację na arenie międzynarodowej zyskał w latach pięćdziesiątych XX wieku; jego europejską odmianą jest informel, termin ukuty przez Michela Tapiégo w 1952 roku.
Kanadyjski artysta, Jean-Paul Riopelle wprowadził ekspresjonizm abstrakcyjny w Paryżu w latach 50. W latach 60. ruch utracił swe znaczenie, stanowiąc inspirację dla takich nurtów artystycznych jak pop art i minimalizm, jednak część przedstawicieli abstrakcyjnego ekspresjonizmu tworzyła nadal w podobnym duchu.

## Główni przedstawiciele nurtu
- Willem de Kooning
- Helen Frankenthaler
- Arshile Gorky
- Adolph Gottlieb
- Philip Guston
- Hans Hoffmann(inne języki)
- Franz Kline
- Lee Krasner
- Robert Motherwell
- Barnett Newman
- Jackson Pollock
- Jean-Paul Riopelle
- Mark Rothko
- Clyfford Still